# Anafonesi
L'anafonesi (dal greco anà "sopra" e fonè "suono" = "innalzamento di suono") è una trasformazione che riguarda due vocali in posizione tonica, ovvero [e] ed [o] derivanti dal latino E/I e O/U. In determinati contesti queste due vocali passano rispettivamente a i e a u, o meglio é > i e o > u, costituisce un innalzamento articolatorio (nel pronunciarle la lingua e il labbro inferiore sono più in alto).
L'anafonesi si verifica in due casi:
- [e] > i quando è seguita da l palatale o da n palatale: familia > faméglia > famiglia, graminea > gramégna > gramigna
- [e] e [o] si chiudono rispettivamente in [i] e [u] se sono seguite da una nasale velare, cioè da una n seguita da una velare sorda [k] o sonora [g], come per esempio nelle sequenze -énk-,-ong-, (mentre l'anafonesi non si produce nella sequenza -onk-). Es: tinca > ténca > tinca oppure vinco > venco > vinco.

Quindi l'anafonesi si produce con [e] e [o] toniche. Poiché il fenomeno è tipicamente fiorentino, è anche una delle tracce più evidenti dell'origine fiorentina dell'attuale lingua italiana.